# Seznam italijanskih raziskovalcev
Seznam italijanskih raziskovalcev.

## B
- Giosafat Barbaro

## C
- Alvise Cadamosto
- Giuseppe Castiglione
- John Cabot (Giovanni Caboto)

## D
- Antonio da Noli (Antoniotto Usodimare)
- Ardito Desio
- Andrea Doria

## G
- Giuseppe Maria Giulietti

## K
- Krištof Kolumb

## M
- Vesconte de Maggiolo
- Carlo Mauri
- Reinhold Messner

## N
- Umberto Nobile

## P
- Giovanni da Pian del Carpini
- Antonio Pigafetta
- Marco Polo

## R
- Matteo Ricci

## S
- Princ Luigi Savojski, knez Abruzzije

## V
- Ludovico di Varthema
- Giovanni da Verrazano
- Girolamo da Verrazano
- Amerigo Vespucci
- Ugolino Vivaldi
- Vadino Vivaldi